# Bayan Nur
Bayan Nur (chữ Hán giản thể: 巴彦淖尔市, bính âm: Bāyànnào'ěr Shì, âm Hán Việt: Ba Ngạn Náo Nhĩ thị) là một thành phố tại Khu tự trị Nội Mông, Cộng hòa Nhân dân Trung Hoa. Thành phố này có diện tích 66.103 km², dân số năm 2003 là 1,75 triệu người. Về mặt hành chính, địa cấp thị có mã số bưu chính 015000, mã vùng điện thoại là 0478. Chính quyền đóng ở quận Lâm Hà. Địa cấp thị này được chia thành 7 đơn vị cấp huyện gồm 1 quận, 2 huyện và 4 kỳ (tương đương huyện).
- Quận:
  - Lâm Hà.
- Huyện:
  - Ngũ Nguyên
  - Đặng Khẩu
- Kỳ:
  - Hàng Cẩm Hậu
  - Ô Lạp Đặc Trung
  - Ô Lạp Đặc Tiền
  - Ô Lạp Đặc Hậu.